# Zatrephus longicornis
Zatrephus longicornis là một loài bọ cánh cứng trong họ Cerambycidae.